# Železniční trať Doljevac – Kosovo Polje

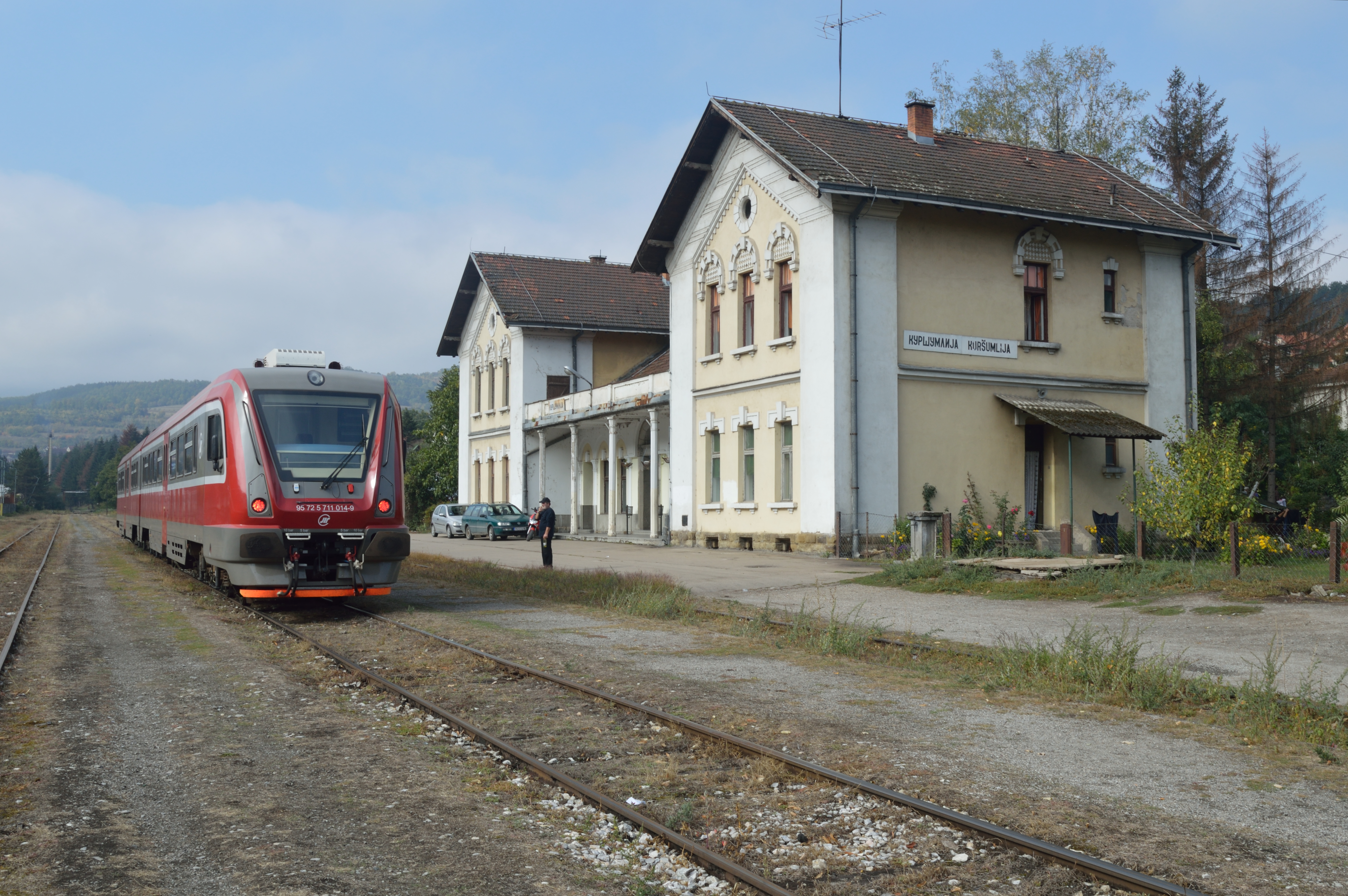
Nádraží ve městě Kuršumlija.

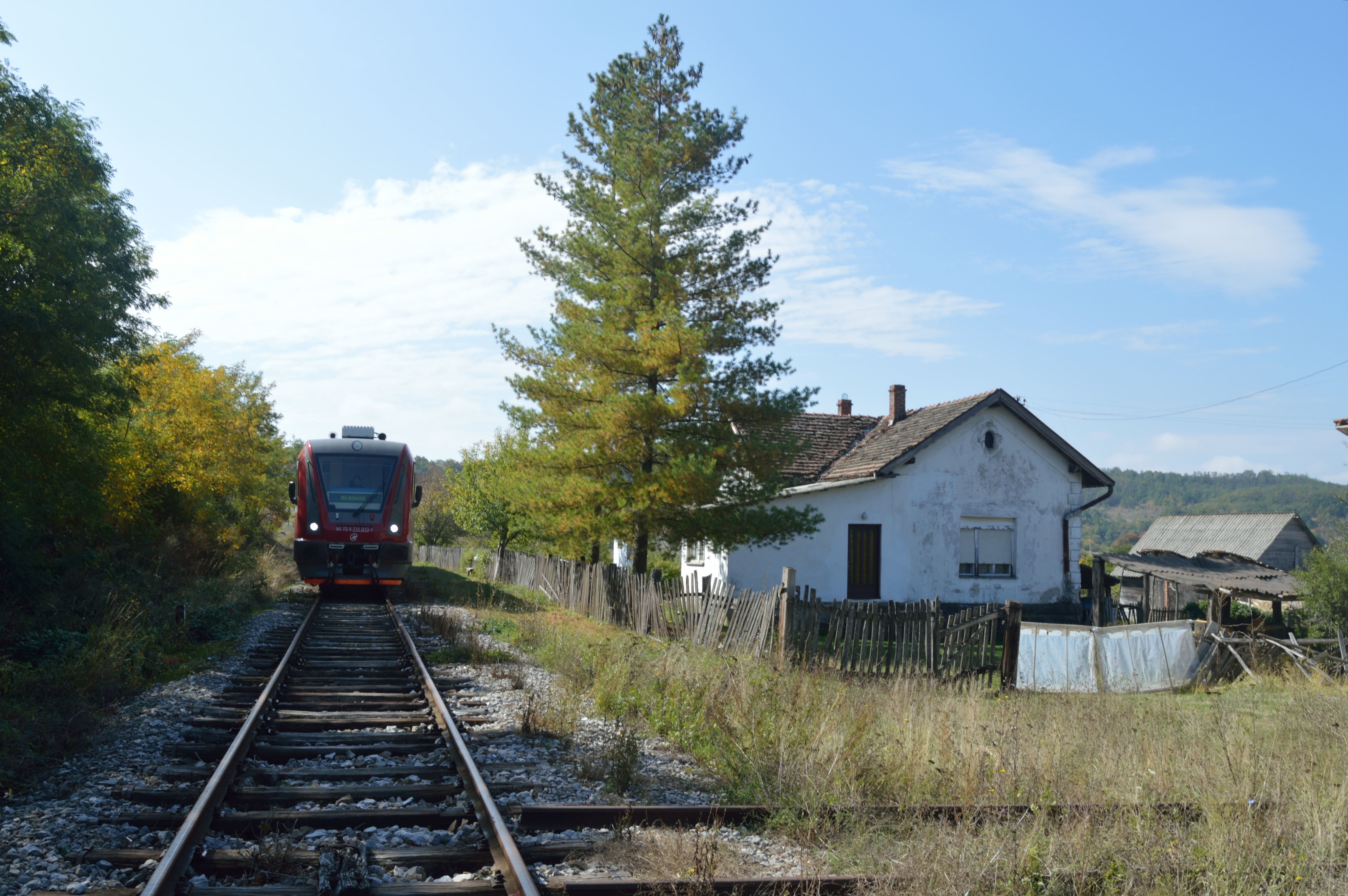
Železniční stanice v obci Merdare.

Železniční trať Doljevac–Kosovo Polje (albánsky Hekurudha Doljevac–Fushë Kosovë, srbsky Жељезничка пруга Дољевац-Косово Поље/Železnička pruga Doljevac-Kosovo Polje) zajišťovala spojení nádraží Kosovo Polje u Prištiny s městem Doljevac v centrálním Srbsku, v blízkosti Niše. Trať v současné době není využívaná v celém úseku, je v provozu pouze na území Srbska (resp. centrálního Srbska). Vlaky zajíždějí pouze do stanice Merdare. Jednokolejná trať je ve své původní podobě dlouhá 388 km.
V srbské železniční síti je značena pod č. 85. 

## Trasa
Trať vede z města Doljevac širokým údolím řeky Toplica směrem na západ do měst Prokuplje a Kuršumlija. Poté směřuje na jih úzkým údolím téže řeky v horské krajině. Za železniční stanicí Vasiljevac se stáčí z údolí směrem k obci Merdare k hranici mezi Srbskem a Kosovem. Vzhledem k události války v Kosovu je trať za stanicí Merdare snesena. Pod samotnou hranicí je vedena opuštěným tunelem. Odtud pokračovala do město Podujevo a dále údolím řeky Lab (alb. Llap) do Prištiny, kde byla vedena tunelem severní stranou až k prištinskému nádraží a poté na hlavní železniční uzel Kosova, stanici Kosovo Polje. 

## Historie
Výstavba trati v údolí řeky Toplice směrem do Kosova byla zamýšlena již v 19. století, nicméně k realizaci došlo až po první světové válce a vzniku Království Jugoslávie. První úsek z vesnice Doljevac, kde se trať odklání od hlavního úseku, který spojuje města Niš a Skopje, byl dokončen na konci roku 1925. V roce 1929 byl úsek prodloužen do stanice Pločnik a v roce 1930 do Kuršumlije. Na trati byl v té době vyražen první tunel. Stavební práce probíhaly poté až od roku 1937 na zbývajících 65 km trati směrem do Prištiny, přerušeny ale byly kvůli vypuknutí druhé světové války v roce 1941. Úsek trati na území Kosova byl dokončen v roce 1949.
Vzhledem k špatnému technickému stavu byla v druhé dekádě 21. století zahájena rekonstrukce trati v úseku Doljevac-Kuršumlija. Rekonstrukce probíhá rovněž i na kosovské straně trati. O obnově společné trati rozhodli představitelé Kosova i Srbska na konferenci v Mnichově v roce 2020. Financování obnovy tratě bude uskutečněno za asistence evropských zemí.

## Stanice
- Doljevac
- Šajnovac
- Toplički Badnjevac
- Jasenica
- Žitorađa
- Rečica
- Lukomir
- Podina
- Babin Potok
- Prokuplje
- Gornja Draganja
- Toplička Mala Plana
- Bresničići
- Beloljin
- Toplica Milan
- Pločnik
- Barlovo
- Pepeljevac
- Kuršumlija
- Kastrat
- Visoka
- Ljuša
- Rudare
- Dediška
- Kosanička Rača
- Mala Kosanica
- Kosančić Ivan
- Vasiljevac
- Merdare
- Livadica (Livadicë)
- Podujevo (Podujevë)
- Priština (Prishtinë)
- Kosovo Polje (Fushë Kosovë)